# Fannrem
Fannrem este o localitate din comuna Orkdal, provincia Sør-Trøndelag, Norvegia.